# H-Motor

Animation eines H-Motors basierend auf zwei 180°-V-Motoren

Ein H-Motor ist ein Verbrennungsmotor mit einer Zylinderanordnung, bei der die Zylinder oder Zylinderreihen bei Betrachtung in Richtung der Kurbelwellen aussehen wie ein liegendes, großes H. Ein H-Motor kann als zwei aufeinanderliegende gekoppelte 180°-V-Motoren gesehen werden. Die „beiden“ Motoren haben jeweils eine eigene Kurbelwelle, die an dem Motorende, an dem das Drehmoment entnommen wird, mit Zahnrädern verbunden und synchronisiert sind. Er gleicht somit einer Mischung aus Tandemmotor und Boxermotor. Er ist kein Doppelkolbenmotor, weil die Kolben nicht auf einen gemeinsamen Brennraum wirken.

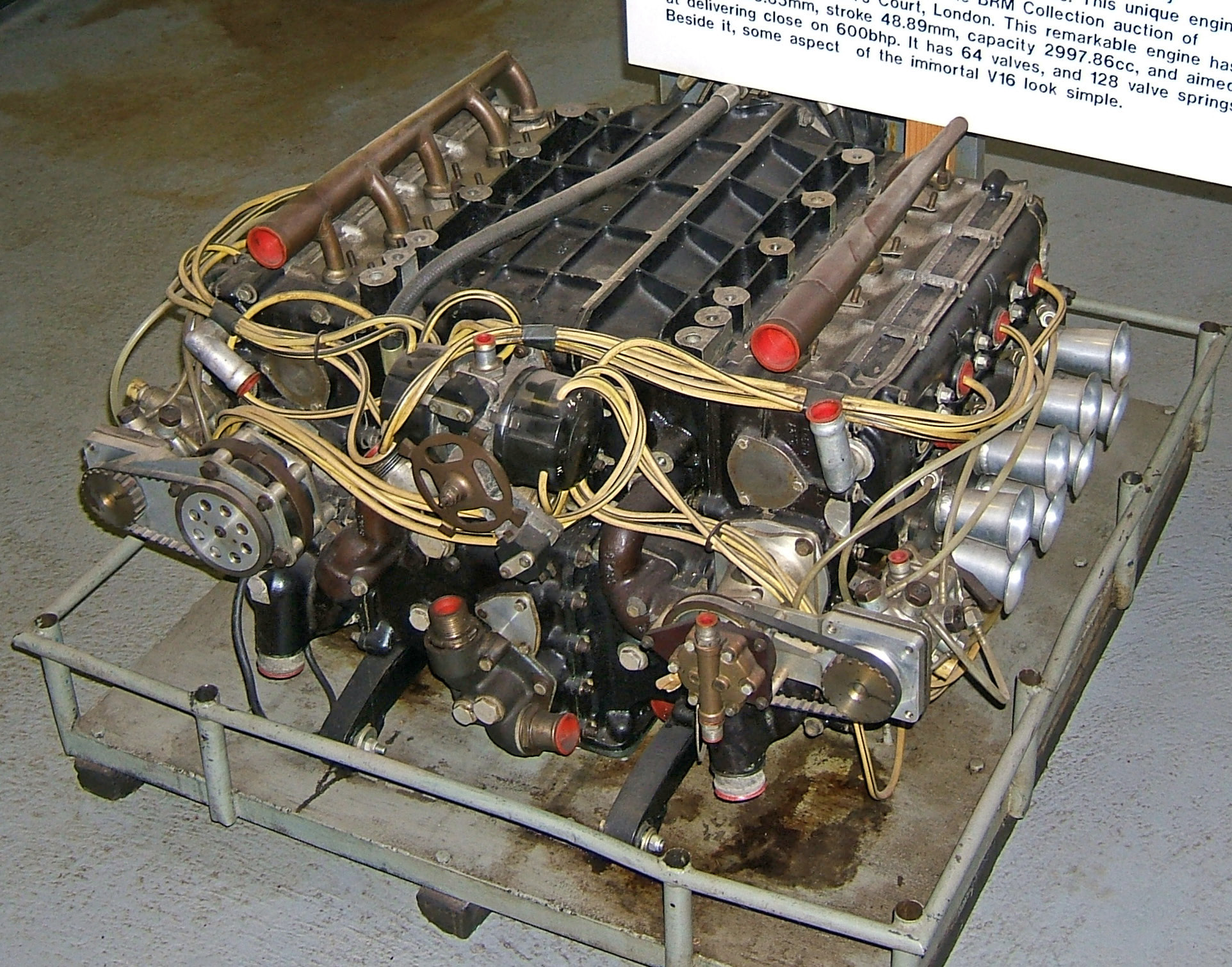
B.R.M. H-16 Formel-1-Motor

## Vor- und Nachteile
Die Zylinderanordnung hat ein schlechteres Leistungsgewicht als Varianten mit nur einer Kurbelwelle. Für Flugzeuge ist ein auch bei höherer Zylinderzahl flacher und kompakter Motor von Vorteil, die im Vergleich zu Sternmotoren kleine Stirnfläche ergibt einen geringeren Luftwiderstand. Da der gemeinsame Schwerpunkt beider Kolben an einer Kurbel (Kröpfung) immer in der Ebene liegt, die durch die Achsen der Hubzapfen bestimmt wird, lässt sich mit umlaufenden Gegengewichten ein perfekter Massenausgleich realisieren.

## Einsatz
Wegen der wenigen Vorteile gegenüber vielen Nachteilen wurden H-Motoren nur sehr selten verwendet.

### H-Motoren im Motorrad

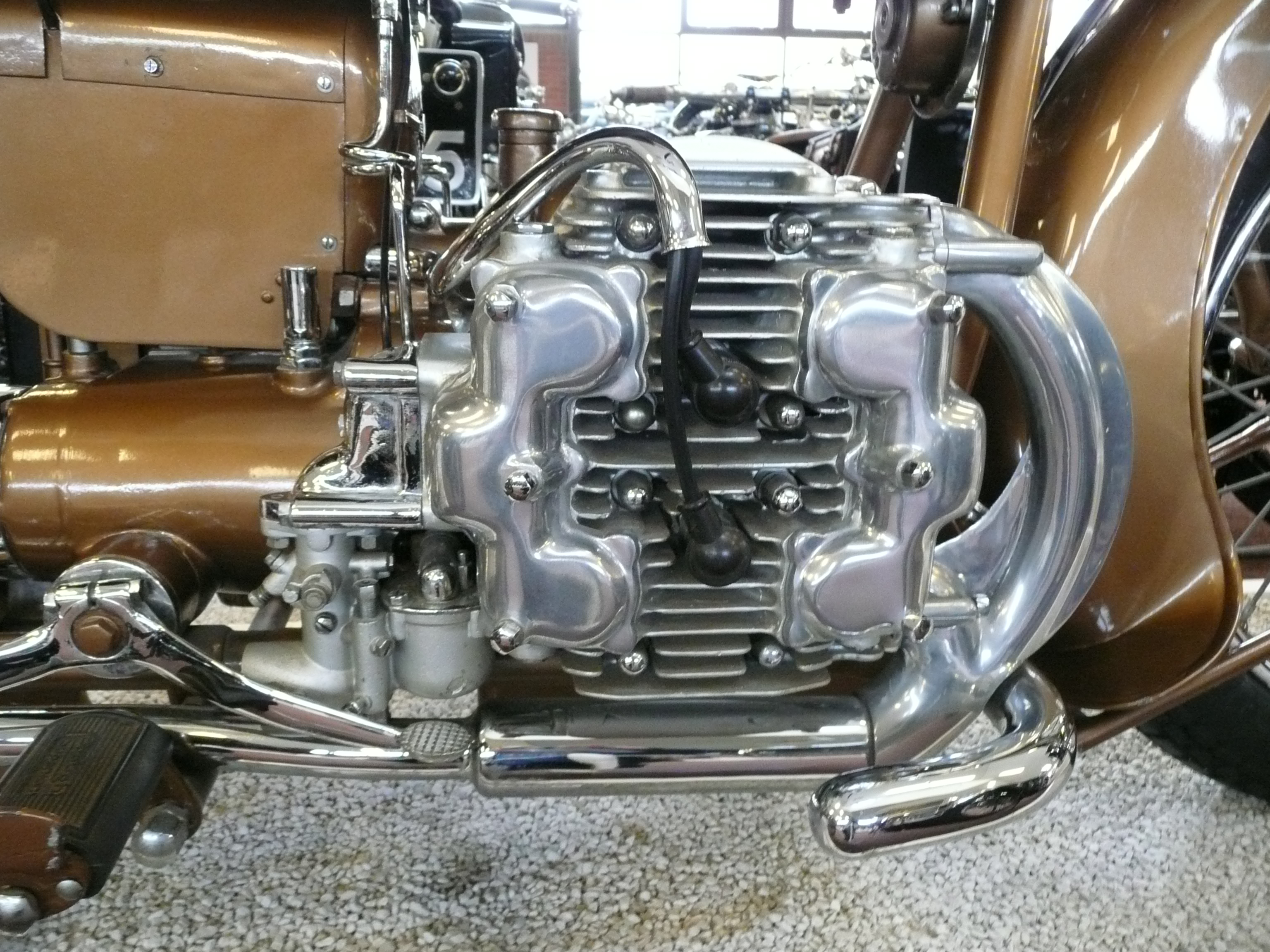
H-Motor in einer Brough Superior Dream

- Brough Superior Dream

### H-Motoren in Automobilen
- B.R.M. H-16 Formel-1-Motor im BRM P83. Der Motor wurde als Reaktion auf die zur Saison 1966 eingeführte Verdopplung des Motorvolumens auf 3 l entwickelt, indem zwei Kurbeltriebe und vier Zylinderblöcke und -köpfe des BRM-V8 kombiniert wurden. Er galt als schwer und unzuverlässig, hatte zu wenig Drehmoment und einen hohen Schwerpunkt. Jackie Stewart soll über den Motor gesagt haben „Dieses Stück Metall sollte man besser als Schiffsanker statt als Triebwerk benutzen“.

### H-Motoren in Flugzeugen

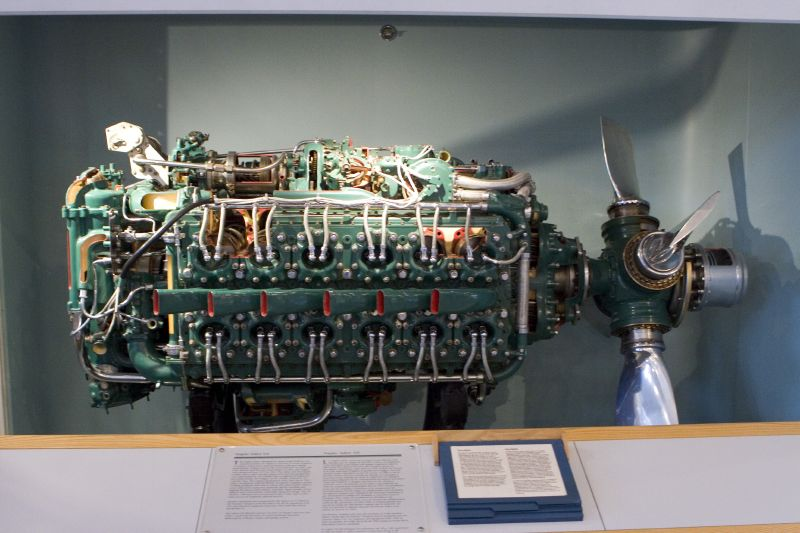
Napier Sabre H-Motor

- Napier Rapier-, Dagger- und Sabre-Flugmotoren. Im Gegensatz zum B.R.M.-Motor war der Sabre eine erfolgreiche Konstruktion. Pratt & Whitney entwickelte den X-1800.

### H-Motoren in Schiffen
- Zu Beginn der 1970er Jahre entwickelten die deutsche und die französische Marine in Kooperation einen 40-Zylinder-H-Motor (40 H 672) für marinetechnische Spezialanwendungen. Dafür wurde der V-Winkel eines serienmäßigen 20-Zylinder-Viertakt-Dieselmotors auf 180° vergrößert und zwei solcher Einheiten zu einem Motor kombiniert. Die beiden gegenläufigen Kurbelwellen übertrugen ihre Leistung auf eine gemeinsame Abtriebswelle. Zum Sparen von Kraftstoff konnte eine Motorenhälfte abgeschaltet werden. Es blieb jedoch bei einem Versuchsmotor.

## Fehlbezeichnete „H-Motoren“
Subaru hat irritierenderweise wassergekühlte Vier- und Sechszylinder-Boxermotoren als H-4 und H-6 vermarktet, obwohl deren Zylinderanordnung nichts mit einem echten H-Motor zu tun hat. Richtig wäre die Bezeichnung B4 bzw. B6 (B für Boxer).
Saab verwendete das „H“ als Typenbezeichnung für einen konventionellen Vierzylinder-Reihenmotor mit 2 und 2,3 Litern Hubraum („H-Motor“, H engine, er hieß aber auch B205 oder B235).